# Hemeroblemma lusciniaepennis
Hemeroblemma lusciniaepennis är en fjärilsart som beskrevs av Achille Guenée 1852. Hemeroblemma lusciniaepennis ingår i släktet Hemeroblemma och familjen nattflyn. Inga underarter finns listade i Catalogue of Life.